# Adolf Kolping
Adolf Kolping, właśc. niem. Adolph Kolping (ur. 8 grudnia 1813 w Kerpen, zm. 4 grudnia 1865 w Kolonii) – niemiecki duchowny katolicki, założyciel Kolońskiego Związku Katolickich Czeladników, błogosławiony Kościoła rzymskokatolickiego, patron organizacji Dzieło Kolpinga.

## Życiorys
Adolf Kolping urodził się 8 grudnia 1813 roku w niemieckim miasteczku Kerpen koło Kolonii. Pochodził z ubogiej, wielodzietnej rodziny. Po ukończeniu szkoły podstawowej chciał kontynuować naukę, co jednak nie było możliwe z powodu trudnej sytuacji materialnej. W wieku 13 lat rozpoczął pracę w zakładzie szewskim,  początkowo jako uczeń, a później wykwalifikowany pracownik. Pracując przez 10 lat jako szewc, cały czas marzył o tym, by zostać księdzem. To marzenie udało mu się zrealizować dzięki pomocy życzliwych ludzi. Dzięki ich finansowemu wsparciu ukończył szkołę średnią, odbył studia teologiczne i 13 kwietnia 1845 r. przyjął święcenia kapłańskie. Kiedy rozpoczął pracę w swojej pierwszej parafii w Elberfeld (dziś dzielnica Wuppertalu), w rozwijającym się wówczas Zagłębiu Ruhry, spotkał się z trudną sytuacją społeczną mieszkańców. Bieda i ubóstwo wśród rzemieślników i robotników boleśnie dotykały młodego księdza. Dlatego włączył się w działalność katolickiego stowarzyszenia młodzieży czeladniczej założonego przez nauczyciela Johanna Breuera. Dostrzegł w nim szansę na przyczynienie się do likwidacji materialnego, a także duchowego i moralnego ubóstwa. Wkrótce został jego duchowym opiekunem, a z czasem faktycznym kierownikiem. W 1849 r. został wikarym w katedrze w Kolonii. Tam jeszcze mocniej propagował tworzenie związków młodzieży. 6 maja 1849 roku założył Koloński Związek Katolickich Czeladników, który stał się zalążkiem dzisiejszego Dzieła Kolpinga.
Ks. Kolping uważał, że tego typu związki są wielką szansą dla młodych ludzi, zwłaszcza tych, którzy w poszukiwaniu pracy opuścili swoje rodziny i byli zdani tylko na siebie w rozwiązywaniu codziennych problemów. Aby chronić ich przed bezdomnością tworzył dla nich bursy oraz by chronić ich przed osamotnieniem oraz zagrożeniami moralnymi tworzył dla nich związki, w których panowała rodzinna atmosfera. Chciał, by związki istniały wszędzie tam, gdzie znajdują się młode osoby potrzebujące wsparcia i tworzeniu ich poświęcił swoje życie. W krótkim czasie założył wiele nowych związków, nie tylko w Niemczech, ale także w Austrii, Belgii, Szwajcarii, na Węgrzech i w innych krajach. Zakładał też bursy, kasy chorych, kasy oszczędnościowe, szkoły wieczorowe i świetlice. Wygłaszał setki kazań, wydawał publikacje i pisał artykuły propagujące społeczną naukę Kościoła, pisał również wiersze. W swoich działaniach łączył tradycyjne formy miłosierdzia z nowocześnie zorganizowaną samopomocą społeczną. Kochał młodych, a oni odwdzięczali się nazywając go swoim ”Ojcem”.
Zmarł w opinii świętości 4 grudnia 1865 w Kolonii, w wieku 52 lat. Został pochowany w kolońskim Kościele pw. Niepokalanego Poczęcia NMP.

## Kult
Papież Jan Paweł II nawiedził grób ks. Kolpinga w Kolonii dwa razy – był tam najpierw jako kardynał z Krakowa w 1978 r., a następnie 15 listopada 1980 r. podczas swej 1. podróży apostolskiej do Niemiec. Adolf Kolping został beatyfikowany przez papieża Jana Pawła II w Rzymie 27 października 1991. Zaliczany jest do jednych z najważniejszych przedstawicieli społecznej nauki Kościoła z czasów przed opublikowaniem przez papieża Leona XIII encykliki Rerum novarum.
Dzieło Adolfa Kolpinga przetrwało jako międzynarodowa wspólnota katolików funkcjonująca w 61 krajach na świecie. Dzieło Kolpinga tworzą katolickie stowarzyszenia zwane Rodzinami Kolpinga, zakładane przy parafiach i realizujące działania społeczne na rzecz lokalnych społeczności. W Polsce funkcjonuje ponad 40 Rodzin Kolpinga zrzeszonych w Związek Centralny Dzieła Kolpinga w Polsce.
Jego wspomnienie liturgiczne obchodzone jest za Martyrologium Rzymskim w dzienną pamiątkę śmierci.